# Fibragallia similis
Fibragallia similis är en insektsart som beskrevs av Nielson 1999. Fibragallia similis ingår i släktet Fibragallia och familjen dvärgstritar. Inga underarter finns listade i Catalogue of Life.